# Croesus latitarsus
Croesus latitarsus är en stekelart som beskrevs av Norton. Croesus latitarsus ingår i släktet Croesus och familjen bladsteklar. Inga underarter finns listade i Catalogue of Life.